# Milan Vidmar junior
Pour les articles homonymes, voir Milan Vidmar et Vidmar.
Milan Vidmar junior est un joueur d'échecs slovène né le 16 décembre 1909 à Weiz en Autriche-Hongrie et mort le 10 novembre 1980 à Ljubljana en Yougoslavie.

## Biographie et carrière
Milan Vidmar junior est le fils du grand maître international et docteur Milan Vidmar (1885-1962). Milan Vidmar junior devint maître national yougoslave en 1935.
En 1950, Milan Vidmar junior remporta l'Olympiade de Dubrovnik avec l'équipe de Yougoslavie. Il jouait comme premier échiquier de réserve et marqua 5 points sur 6 (quatre victoires et deux nulles). Il reçut le titre de maître international à sa création la même année. 
Son meilleur résultat dans le championnat d'échecs de Yougoslavie fut une sixième place en 1939 et 1947. Il finit deuxième, ex æquo avec son père, du tournoi international de Ljubljana 1945-1946.
Il remporta le championnat de Slovénie en 1952.